# Афірмативна психотерапія
Афірмативна психотерапія (англ. Gay Affirmative Psychotherapy також «рожева психотерапія» — психотерапія, метою якої є допомогти гомосексуалам і бісексуалам усвідомити і прийняти їхню сексуальну орієнтацію, підтримати їх при здійсненні камінг-ауту, а також надати допомогу при налагодженні контактів з близькими людьми. Афірмативна психотерапія не вважає негетеросексуальную орієнтацію психічним розладом, вона допомагає подолати психологічні труднощі, пов'язані з її прийняттям. Не слід плутати афірмативний психотерапію з репаративною терапією.